# McColl
McColl é uma cidade  localizada no estado norte-americano de Carolina do Sul, no Condado de Marlboro.

## Demografia
Segundo o censo norte-americano de 2000, a sua população era de 2498 habitantes.
Em 2006, foi estimada uma população de 2384, um decréscimo de 114 (-4.6%).

## Geografia
De acordo com o United States Census Bureau tem uma área de
2,7 km², dos quais 2,7 km² cobertos por terra e 0,0 km² cobertos por água. McColl localiza-se a aproximadamente 56 m acima do nível do mar.

## Localidades na vizinhança
O diagrama seguinte representa as localidades num raio de 16 km ao redor de McColl.